# Гулбене (район)
Гулбене (на латвийски: Gulbenes rajons) е район в североизточната част на Латвия. Административен център е град Гулбене. Населението на района е 28 998 души, а територията е 1873 km2. Районът граничи с Алуксне на север, Цесис на запад, Валка на северозапад, Балви на изток и Мадона на юг.

## Населени места
| - Белява - Дауксти - Друвиена - Галгауска - Гулбене - Литене - Лизума |  | - Лиго - Леясциемс - Стамериене - Ранка - Стради - Тирза - Яунгулбене |